# Пловдив
Пловдив (буг. Пловдив, тур. Filibe) град је у Бугарској. То је други по величини град Бугарске и седиште истоимене Пловдивске области. Град има историју дугу 8000 година и спада у најстарије европске градове.

## Географија
Град се налази у Тракијској низији на обема обалама реке Марице и у подножју Родопских планина. Пловдив се налази на шест брегова: Небет тепе, Џамбаз тепе, Таксим тепе (овде је центар града, ту је било и античко насеље), Сахат тепе, Џендем тепе и Бунарџика. До почетка 19. века постојао је и седми брег Марково тепе, али је он уништен.
Кроз Пловдив пролазе путеви од међународног значаја, попут путева Софија-Једрене-Истанбул и Софија-Стара Загора-Бургас.

## Историја
Пловдив је један од најстаријих европских градова, старији од Рима, Атине и Константинопоља. Први трагови цивилизације потичу из микенског периода. Пловдив је био познат као тврђава Еумолпија. Године 342. п. н. е. град је освојио Филип II Македонски, отац Александра Великог, који му је дао име Филиполис. Касније, град је постао независан, а после је ушао у састав Римског царства под именом Trimontium (град на три брега). Тада је био главни град привинције Тракије. Најважнији војни римски пут на Балканском полуострву (Via Militaris), пролазио је кроз овај град. То је најславнији период у историји града. Римљани су у граду саградили многе јавне зграде, гробља, купалишта и позоришта. Данас се у граду могу видети многе рушевине грађевина из овог периода.
Словени су се населили на овом подручју током 6. века. Пловдив је по први пут постао бугарски 815. Током наредних векова град је мењао бугарске и византијске господаре, до га нису освојили Турци османлије 1364. Име Пловдив се по први пут појављује у 15. веку, изведено од старијег имена Пулпудева, које су Словени звали Пулдин (Пълдин). Током турског ига, Пловдив је постао центар бугарске националне борбе у Источној Румелији и је носио званично име Filibe. Град је од Турака ослобођен 1878, у бици код Пловдива, али није постао део новоустановљене Бугарске кнежевине. Уместо тога, био је престоница полу-независне области Источна Румелија. Овај регион се ујединио са Бугарском 1885, што је био завршни чин бугарског уједињења. У знак сећања на овај догађај, подигнут је споменик на Тргу уједињења (Площад Съединение).

## Срби у Пловдиву
Срба је било свуда широм Бугарске још од старих времена, нарочито од Душановог царовања. Наравно нису доминирали, али то су често људи писмени, богати трговци и радознале занатлије - напредни људи својих места. Последица је то и присуства Дубровчана трговаца нарочито у већим местима. Забележено је током 17. века да ту живе два Дубровчана, а 1649. године њихов број је порастао на 10. Али и раније знало да у тадашњем Филипољу има Срба. Бискуп печујски Антун Вранчић Шибенчанин је у лето 1553. године пропутовао Хелм (Балканско полуострво), и о томе оставио путопис. Он каже да у граду Пловдиву (тако га на илирском језику зову) осим Турака живе Бугари и Срби, "али су у ропском положају". У предграђу је срео једног Србина мештанина, који је се показао као добар водич и тумач локалних прилика.
И у Пловдиву се јављао као и другде интерес за српском књигом, и то није ни случајно ни спорадично. Срби су културом предњачили и деловали, повезујући тамошње Србе мање или више (насилно) побугарене. Тако су једну српску књигу објављену у Београду, наручили писмени људи у Пловдиву (Филипољу) из града и околине 1857. године. Претплатници су били: Јоаким Грујев учитељ, Лука Павловић учитељ из Пирдопа, чувени трговац српским и бугарским књигама - Хаџи Најден Јовановић "књигоиздаватељ бугарског језика у Београду", Теодор Хаџи Стојановић трговац из Пирдопа. Друга српска књига је била много траженија јер је говорила о животној мудрости. Исту је саставио 1858. године нишки учитељ Петровић, а дуг је списак претплатника из Пловдива који је направио Атанасије Христић такође Нишлија. Ту се јавља и руски вицеконзул Најден Герон, затим "високоучени" Јоаким Грујевић "бугарске школе учитељ", Стојан Чолаков, браћа Поповић Михаил и Гаврил - "Нишлије", "преподобни" Герасим Рилец, "благоговољни" поп Златан, "преподобни" ђакон Христифор (родом из Тројана), Костадин Ђорђевић "музикословац", Хаџи Калчо Станчевић ћурчија, Вељко Тодоровић, Никола Аргировић ћурчија, Тодор Стојановић ћурчија, Јованче Заарлија за сина Костадина, а ту је још пет читалаца из других места - Тројана, Мараша, Ловича, Калофера и Карлова. Ту се нашло и десет ученика "Бугарске прве школе" у Пловдиву који потичу из више места Бугарске али само један има бугарску верзију презимена. Српска презимена потичу из Самокова, Плевена, Карлова и Копришћице. Треба знати да тада још није кренуо да делује отворено бугарски шовинизам кроз "Егзархат". Из којег се изродио ВМРО и комите - терористи који су чинили бројне злочине на политичким непријатељима и нарочито Србима.
Српски наслов поручио је 1875. године Цвијан Старипавловић из Пловдива.

## Привреда и транспорт
У Пловдиву постоје многа предузећа прехрамбене индустрије, металургије и текстилне индустрије.
У граду се одржава сајам привреде међународног значаја.
Пловдив лежи на главној саобраћајници између Мале Азије и средње Европе. Град има и два аеродрома.

## Становништво
Жером-Адолф Бланки, пролазећи кроз Пловдив, пише да је 1841. Пловдив бројао више од 50.000 становника. А 1894. године објављено је да у месту живи 36.033 становника.
По попису из децембра 2006. године, град има 377.425 становника

## Партнерски градови
- Лајпциг
- Џеда
- Бурса
- Лесковац
- Petra
- Валенсија
- Солун
- Гјумри
- Куманово
- Кошице
- Окајама
- Брно
- Истанбул
- Кутаиси
- Луојанг
- Охрид
- Познањ
- Санкт Петербург
- Колумбија
- Чангчуен
- Самарканд

## Галерија
- Пловдив 1918. године
- Панорама старог града Пловдива
- Римски театар у Пловдиву
- Улица у старом граду
- Амфитеатар у Пловдиву